# Krzysztof Czeczot
Krzysztof Czeczot (ur. 25 lipca 1979 w Bytowie) – polski aktor, dramaturg, producent i reżyser teatralny, telewizyjny oraz radiowy, pedagog, profesor sztuk filmowych i teatralnych, wykładowca Państwowej Wyższej Szkoły Filmowej, Telewizyjnej i Teatralnej im. Leona Schillera w Łodzi.

## Życiorys
W 2002 ukończył studia na Wydziale Aktorskim Państwową Wyższą Szkołę Filmową, Telewizyjną i Teatralną w Łodzi (PWSFTViT). W 2016 uzyskał na tej samej uczelni stopień doktora sztuki w dziedzinie sztuk teatralnych, zaś w 2019 habilitację. W 2024 otrzymał tytuł profesora w dziedzinie sztuk filmowych i teatralnych. Jest wykładowcą PWSFTviT oraz Akademii Teatralnej w Warszawie.
W latach 2002–2009 występował na deskach Teatru Współczesnego w Szczecinie, następnie w Teatrze Rozmaitości w Warszawie. W 2004 został nagrodzony na V Ogólnopolskim Festiwalu Teatrów Niezależnych w Ostrowie Wielkopolskim, zdobywając Grand Prix. W tym samym roku dostał także nagrodę Offeusz na festiwalu Malta w Poznaniu.
Jest autorem libretta operetki Piękna Helena Jacques’a Offenbacha, kilku dramatów oraz słuchowisk radiowych i audiobooków. Uhonorowany Złotą Kaczką 2012 za audiobook Gra o Tron i nagrodą Best European Radio Drama of the Year 2013 za słuchowisko Andy. Jest pomysłodawcą i producentem słuchowiska „Biblia Audio Superprodukcja”.
W grudniu 2014 zadebiutował jako reżyser w Teatrze Telewizji, inscenizując Miss Hiv Macieja Kowalewskiego. Następnie dla TVP2 wyreżyserował Światło w nocy Macieja Karpińskiego.
Wystąpił w kilkudziesięciu filmach i serialach telewizyjnych. Telewizyjną rozpoznawalność przyniosła mu rola Macieja Szymczyka, najbliższego przyjaciela Uli Cieplak (Julia Kamińska) w serialu TVN BrzydUla (2008–2009, 2020–2022). Zagrał tytułową rolę w filmowej biografii Zenona Martyniuka pt. Zenek (2020).

## Życie prywatne
Ma córkę Polę (ur. 2019) ze scenarzystką Jadwigą Juczkowicz. W 2024 ożenił się z aktorką Karoliną Gorczycą.

## Filmografia
- 2000: Graczykowie – kolega Lucusia Graczyka
- 2001: Głośniej od bomb – Dżefrej, kuzyn Marcina
- 2002–2008: Samo życie – barman w klubie muzycznym „No Mercy”[7]
- 2002: Psie serce – Janek, syn Hanny
- 2002: Kariera Nikosia Dyzmy – obsada aktorska
- 2002: Haker – „Prymus”, uczestnik zabawy w Pałacu KiN, nie występuje w czołówce
- 2002: Rodzinka – Damian, kolega Kingi
- 2004: Pensjonat pod Różą – Mariusz
- 2004: Glina – informatyk policyjny (odc. 12)
- 2005: Oda do radości, nowela Warszawa – „Pikaczu”
- 2005: Doskonałe popołudnie – Krzysiek, wspólnik Mikołaja
- 2006: Trójka do wzięcia – Konrad, chłopak Ingi
- 2006: Fala zbrodni – Marcin „Mikry” (odc. 54)
- 2007: Odwróceni – policjant
- 2007: Za horyzont (etiuda) – Żurek
- 2007: Ekipa – dziennikarz
- 2008: Zero – młody chłopak
- 2008: Ciemnego pokoju nie trzeba się bać – strażnik „Młody”
- 2008–2009, 2020–2022: BrzydUla – Maciej Szymczyk, przyjaciel Uli
- 2008: Ile waży koń trojański? – chuligan w Sopocie
- 2009: Dom zły – Banaś
- 2010: Chrzest – „Dres”
- 2010: Zgorszenie publiczne – Romanek
- 2010: 80 milionów – Józef Pinior
- 2011: Wszyscy kochają Romana – Arek (odc. 13)
- 2011: Los numeros – „Kwadrat”
- 2012: Polski film – Głowacki
- 2012: Drogówka – Ecik
- 2012–2013: Prawo Agaty – adwokat (odc. 4 i 45)
- 2012: Komisarz Alex – technik Olczak (odc. 23)
- 2012: Ranczo – Popieluch, asystent posła Mazura (odc. 74 i 78)
- 2013: Głęboka woda – brat Kamila (sezon II, odc. 2)
- 2014: Czas honoru. Powstanie – Stange
- 2014: Komisarz Alex – Szostak (odc. 76)
- 2014: Lena i ja – mąż Leny
- 2014: Miasto 44 – mężczyzna w klasztorze
- 2014: Karuzela – weterynarz Adam
- 2014: O mnie się nie martw – Rafał, przyjaciel Krzysztofa (odc. 2)
- 2015: Listy do M. 2 – sprzedawca wazonów
- 2015: Anatomia zła – Andrzej Matula, dziennikarz Kuriera Szczecińskiego
- 2015: Król życia – szef Edwarda
- 2015: Na dobre i na złe – Jacek, brat Filipa (odc. 615)
- 2015–2015: Dziewczyny ze Lwowa – Jacek Malicki, szef Poliny
- 2015–2016: Singielka – Krzysztof Kempa, redaktor portalu „Co tam?”
- 2016: Po prostu przyjaźń – sprzedawca guzików
- 2016: Pitbull. Nowe porządki – Oskar Niekłański „Zupa”, z Grupy mokotowskiej
- 2017: Volta – prowadzący teleturniej
- 2017: Porady na zdrady – Antek[8]
- 2017: Ucho Prezesa – Zbyszek, minister sprawiedliwości
- 2017: Gotowi na wszystko. Exterminator – Jaromir[9]
- 2017: Za marzenia – dres (odc. 1, 5)
- 2018: Pech to nie grzech – Adam Bonecki
- 2018: Twarz – biznesmen
- 2019: Kobiety mafii 2 – Paweł Laskowski
- 2019: Pan T. – „smutny”
- 2019: Mayday – policjant
- 2019: Ja teraz kłamię – detektyw
- 2019: W rytmie serca – Mario, policjant w Wydziale Doch.-Śledczym Komendy SP[10]
- 2020: Zenek – dorosły Zenon Martyniuk
- 2020: Komisarz Alex – Marek Olszak „Karat” (odc. 174)
- 2021: Śniegu już nigdy nie będzie – mąż Marii
- 2021: Miłość do kwadratu – Jacek Szczepański
- 2022: Warszawianka – pisarz Jakub Mostowicz
- 2022: Ślub doskonały – barman
- 2022: Szczęścia chodzą parami – lekarz Wojtek, przyjaciel Bruna
- 2022: Ojciec Mateusz – Andrzej Wojdat (odc. 344)
- 2023: Rodzina na Maxa – Witold Biały, ojciec Poli
- 2023: Rafi – poseł Jan Maria Jaracz (odc. 2)
- 2023: Miłość do kwadratu jeszcze raz – Jacek Szczepański
- 2023: Miłość do kwadratu bez granic – Jacek Szczepański
- 2025: Porządny człowiek – doktor Paweł Prus[11]

## Nagrody
- 2001: Głośniej od bomb Koszalin (KSF „Młodzi i Film”) – nagroda aktorska za najlepszą rolę męską
- 24 marca 2002: Nagroda za role Wayne’a w Popcornie i Normana w SubUrbii w PWSFTviT w Łodzi na XX Festiwalu Szkół Teatralnych w Łodzi
- 2004: Grand Prix na V Ogólnopolskim Festiwalu Teatrów Niezależnych w Ostrowie Wielkopolskim oraz ‘Offeusz’ na festiwalu Malta w Poznaniu za przedstawienie Tlen Iwana Wyrypajewa w reż. P. Niczewskiego
- 2007: „Za Horyzont” – Tarnobrzeg (Festiwal Filmów Niezależnych „Bartoszki Film Festival”) – Nagroda dla najlepszy aktora
- 2008: Nagroda za reżyserię słuchowiska Dublin. One way na VIII Festiwalu Teatru Polskiego Radia i Teatru Telewizji Polskiej „Dwa Teatry” w Sopocie
- 2010: Grand Prix, nagroda za reżyserię oraz nagroda za scenariusz oryginalny słuchowiska Jeszcze się spotkamy młodsi na X Festiwalu Teatru Polskiego Radia i Teatru Telewizji Polskiej „Dwa Teatry” w Sopocie
- 2012: Złota Kaczka – nagroda specjalna miesięcznika „Film” za realizację audiobooka Gra o Tron
- 2013: Prix Europa 2013 Berlin za słuchowisko Andy
- 2019: Bestsellery Empiku w kategorii Audiobook roku
- 2020: Bestsellery Empiku w kategorii Audiobook roku
- 2021: Bestsellery Empiku w kategorii Audiobook roku